# Чудаки (мультфильм)
Чудаки (фр. Lascars, фестивальное название — англ. Round Da Way) — франко-германский мультфильм 2009 года. Участник Каннского кинофестиваля (2009), Гётеборгского кинофестиваля (2010) и Международного кинофестиваля в Стамбуле (2011).

## Сюжет
Мелкие мошенники Тони и Жозе — лучшие друзья. Однажды Жозе влюбляется в богатую Клеманс и их дуэт готов развалиться.

## Роли озвучивали
| Актёр          | Роль    |
| -------------- | ------- |
| Венсан Кассель | Тони    |
| Диана Крюгер   | Клеманс |
| Изм            | Жозе    |
| Фредерик Бель  | Мануэла |
| Жиль Лелуш     | Зоран   |
| Омар Си        | Нарбэ   |
| Кацуни         | Брижитт |

## Номинации
- 2009 — 62-й Каннский фестиваль: номинация на премию «Золотая камера» — Альберт Перейра-Лазаро[7]

## Саундтрек[8]
- IZM & Vincent Cassel-Petit Bonhomme Vert
- De La Soul & Lucien «Papalu»-Say La Vee
- Lord Kossity, Arsenik & Lucien «Papalu»-Cartoon
- House of Pain-Jump Around
- Adam F feat. M.O.P.-Stand Clear
- OFX-Lagos
- Mr Toma-Les Jeunes de Mon Quartier
- Oxmo Puccino-Mon Peze
- Youssoupha-Macadam
- Sway-Hype Boys
- Gush-Blow Frankie
- La Rumeur-L’ombre Sur La Mesure
- Raggasonic-Faut Pas Me Prendre Pour Un Ane
- Fatlip-Joe’s Turkey
- Diam’s-Big Up